# ドイル・エアラン
ドイル・エアラン（アイルランド語: Dáil Éireann [d̪ˠɑːlʲ ˈeːɾʲən̪ˠ] 英語発音: [dɔɪ̯l ˈɛə̯ɹən]）は、アイルランドの議会（ウラクタス）の議院の一つ。日本語ではアイルランド下院とも称される。少なくとも5年に1回改選され、その選挙は単記移譲式投票による比例代表制である。ドイル・エアランの権限は両院制の議院内閣制における下院に相当するものであり、上院であるシャナズ・エアランに対して優先的なものとなっている。アイルランド憲法の定めにより、必要と判断された法令を制定し、また政府の長であるティーショック（アイルランドの首相）の指名・解任を行うことができる。1922年以降、ドイル・エアランはダブリンのレンスター・ハウスで開かれている。

## 構成
ドイル・エアランの議員定数は166である。議員は少なくとも5年に1度、アイルランド共和国の国民により、単記移譲式投票による比例代表制で直接選挙される。またドイルの被選挙権は21歳以上である。ドイルの議員は Teachta Dála（TD; 代議士）と呼ばれる。
ドイルの選挙権はアイルランドの18歳以上の登録されている市民に与えられている。アイルランド憲法においてドイル・エアランの総選挙は7年に1度行われなければならないとされているが、実際には議院規程により5年に1度行うと定められている。首相は大統領にドイルの解散を求めることができるため、事実上解散権を有しており、実際にドイルが解散された場合は30日以内に総選挙を実施しなければならないと定められている。
単独移譲式投票制度によりドイルにおいては比例代表が提供されている。選挙区の規模としては小さいものではあるが、このため多くの場合において規模の大きい政党にはわずかに有利なものとなっており、規模の小さい政党に対して配分される議席数は実際の得票率に対して少なくなる。1990年代以降、アイルランドでは連立政権の形成がなされてきており、1989年以前の単独政権、とくに共和党の政権が形成されてきたころとは変わったものとなっている。また単独移譲式投票による複数人選挙区があることで同一政党の複数の候補が議席を争うということが起こりえる。このことは有権者の選択肢を増やすと言う側面がある一方で一部の極端に偏狭な議員からは批判がなされている。1959年と1968年にはイギリスのような小選挙区制への移行が議論されたが、いずれも国民投票による反対を受けて実施には至っていない。なお補欠選挙は優先順位付連記投票が実施される。
各選挙区では3人から5人が当選人として選出される。憲法ではいずれの選挙区においても当選者が3人を下回ってはならないと定められているが、その一方で選挙区の規模の上限については定められていない。しかしながら議院規程 (Section 6 of the Electoral Act 1997) では各選挙区の当選人について5人を上限としている。また憲法では人口変動に対応するために、少なくとも12年に1度、選挙区の見直しをしなければならないと定めている。選挙区の変更は独立した委員会が案を起草し、たいていはその案に従って変更されている。議員定数の不均衡な配分は憲法で禁止されている。

### 議員定数
アイルランド憲法においてドイル・エアランの議員は人口3万人に対して1人の割合を下回り、かつ人口2万人に対して1人の割合を上回ってはならないとされている。第29期のドイル・エアランの議員は人口2万1000人に対して1人の割合となっており、世界中でも最も多い割合の部類に入っている。1937年の現行憲法施行のさいにドイルの議員定数は153から138となったが、1960年代には一転して増加し、1981年以降は166となっていた。2016年の総選挙の際は158、2020年現在の定数は160である。

## 議長
ドイル・エアランの議長はキアン・コワーレ (Ceann Comhairle) と呼ばれる。議長は議員の中から選出されるが、きわめて厳格な規則の遵守が求められる。しかしながら政権はドイルで議席数が十分にあれば与党寄りの議長を選出しようとする。そこで議長の中立性を確保するために、現職の議長は次のドイル・エアラン選挙での立候補を模索しないとされているが、実際には現職議長は引退しない限り次の選挙で当選するものと考えられている。議長は賛否同数の場合を除いて票決に参加しない。2016年以降、議長は共和党出身のSeán Ó Fearghaílである。

## 権限
本来ドイル・エアランは大統領とシャナズ・エアランと並んで立法府（Oireachtas, ウラクタス）を構成する1つであるが、実際には憲法においてドイルに優先的な権限が与えられており、すなわちドイル・エアランで可決された法案は最終的に成立することになる。大統領は憲法に違背する場合において法案に拒否権を行使することができるのみである。大統領は拒否権を行使した場合、対象となる法案の合憲性について国家評議会の諮問を経て最高裁判所に審議を求めなければならない。
立法権に加えて、ドイルは大統領が首相を任命するのにあたってその候補者を指名する。またドイルは政府に対して不信任を決議し、これが可決された場合には首相はドイル・エアランを解散するか自らが首相職辞任しなければならない。
またドイルは以下の排他的権限を有している。
- 予算の提案（シャナズ・エアランは発議できない）
- 条約の批准（ただし憲法に反しないものに限る）
- 戦争状態の宣言、アイルランドの戦争への参加承認

## 活動

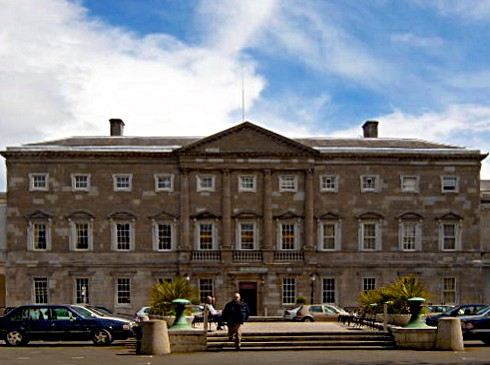
ドイル・エアランの議事堂であるレンスター・ハウス

ドイル・エアランは独自の議事規則を定め、議員は不逮捕特権などの保護を受けている。近代議会制度にならい、議員は自らの良心や選挙民の希望にそって票決を行うのではなく、院内総務や政党の指示に従わなければならない。例外的な事案を除いて、ドイルの会議は公開されている。ドイルには3つの常任委員会と13の特別委員会が設置されている。
議論は厳格な仕組みのもとで行われて極端に限定的なものであり、またアメリカ合衆国上院やイギリス庶民院のような熱気には欠けるということでも知られている。議員はときに用意された文章を棒読みすることもある。これとは対照的にシャナズ・エアランでの議論は1人または2人の議員のユーモラスな発言を聞くことができる。
通常の日程は閣僚に対する質疑や、野党党首による首相に対する代表者質疑、法案の審議で構成される。毎週火曜日と水曜日には計3時間が野党の動議に対する質疑の時間に当てられる。この質疑の時間では政府を追及することに割かれ、またメディアにも広く取りあげられている。政府と与党はこの野党の動議に対してうまく修正し、修正された動議が可決される。
議員は、議長がジャーナリストを議場から退出させざるを得なくするために、自らが意図的に規則を破って議場を混乱させるという手法を用いることがよくある。この手法は 'news bites' と表現され、特定の議員が政権と対立する分野で自らの立場を守るために用いられている。

## 票決
まず議長、または副議長はアイルランド語で議員に対して Tá（賛成）か Níl（反対）かを答えるよう求める。その後議長は口頭での賛否の結果について自らの意見を述べる。このとき議員は議長の意見に異議を唱えるにあたって Votáil（採決を求める）と叫ぶ。議長はこの声を受けて自らも Votáil と応じて票決の手続きを開始する。その後採決を行う合図のベルがレンスター・ハウスや周囲の建物に響き、採決を行うために議員を議場に集める。ベルは6分間鳴らされ、その4分後には議場の扉が施錠される。
議長は賛否双方から2名ずつの計4名を報告者として指名し、議員は票を投じるために1分間の時間が与えられる。投票は電子的手段で行われ、議員は席にある Tá あるいは Níl のボタンを押す。投票が終了すると結果が紙に記載され、各議員の投票は4人の報告者の署名がなされて議長に渡され、議長は結果を宣言する。
電子投票はドイルで通常用いられる投票手法であるが、他方で議場外のロビー活動により不信任決議など多くの事案で手書きによる票決が行われる。また電子投票における報告者は手書き投票を求めることができる。これはメディアに広く報道させる重要な投票において野党の戦略となっている。

## 沿革

### 前身
アイルランド史上初の立法府はアイルランド議会 (Parliament of Ireland) であり、その下院となっていたのは庶民院 (Irish House of Commons) であった。しかしアイルランド議会は1800年の合同法により廃止される。1919年、アイルランドの民族主義者は初のドイル・エアランを革命議会として開き、ドイル・エアランは政府のほとんどの権限を継承したが、実際には英国法のもとでは承認されていなかった。
1921年、イギリス政府は南アイルランド議会を設置して、アイルランドに限定的な自治権を付与して民族主義者をなだめようとした。ところが民族主義者はドイルを正当なものとしていたためこの南アイルランド議会を受け入れずにボイコットした。ただ第1ドイルはイギリスにおいて非合法であったため、南アイルランド議会の下院である南アイルランド庶民院がのちのドイルの法的に正統な前身であると考えられている。

### 独立時のドイル（1919年-1922年）
現在のドイルは1937年憲法に由来するものであるが、実際にはさらに1919年の第1ドイル (An Chéad Dáil) にまで遡ることができる。このドイルは1918年のイギリス総選挙時にイギリスの庶民院議員に当選したシン・フェイン党の議員によって設立された超法規的な会議体であった。アイルランドに割り当てられた議席の多数を勝ち取ったことで、シン・フェイン党の議員はイギリスの議会を正当なものとして認めることを拒否し、第1ドイルを開く。この会議はアイルランド共和国における一院制議会であり、1801年から存続しているアイルランド初の議会体である。

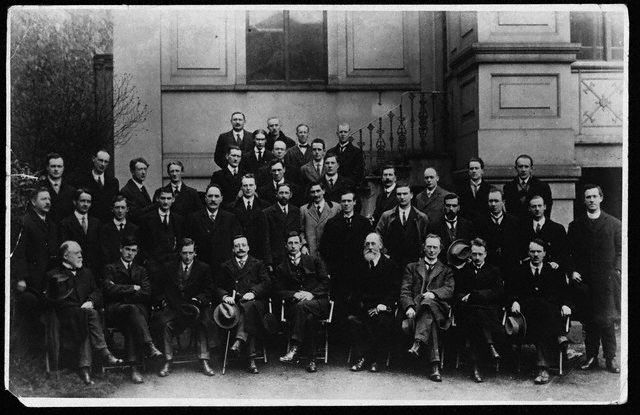
第1ドイル結成時のメンバー。最前列左から2番目がマイケル・コリンズ、3番目がカハル・ブルハ、4番目がアーサー・グリフィス、5番目がエイモン・デ・ヴァレラ、右端がケヴィン・オイギンス。

ところがアイルランド共和国のドイルは、アイルランド系アメリカ人がアメリカ合衆国内においてロビー活動を行っていたにもかかわらず、国際的にはロシア・ソビエト連邦社会主義共和国にしか承認されていなかった。1919年1月21日、ダブリンのマンションハウスにおいて27人の議員が参加のもと、ドイルの最初の会議が開かれた。このドイルは同年9月に非合法化され、地下活動組織として各地で行われていくようになった。

### アイルランド自由国（1922年-1937年）
1922年、アイルランド共和国のドイルはアイルランド自由国のドイルに継承された。26の南部と西部の州で構成されていたアイルランド自由国は1921年の英愛条約で樹立したものである。ドイル・エアランはウラクタスと呼ばれる新たな立法府の下院として設置された。アイルランド自由国憲法のときから存続していた第1ドイルはアイルランド共和国において第2ドイルに継承され、その後第3ドイルとなった。第3ドイルとその後のドイルはレンスター・ハウスで開かれるようになった。

### アイルランド憲法（1937年-）
1937年に採択されたアイルランド憲法により現行のアイルランドが樹立され、憲法上の国名も「アイルランド」となった。この憲法において新しい立法府「ウラクタス」が設置され、その下院としてドイル・エアランが置かれた。現行憲法における最初のドイルは第9ドイルとされる。

## 会派別議席数
第33次ドイル（2020年2月20日 - ）の会派ごとの議席数を記す。
| 政党 | 政党                              | 議席数 |
| ---- | --------------------------------- | ------ |
|      | 共和党                            | 37     |
|      | シン・フェイン党                  | 37     |
|      | 統一アイルランド党                | 35     |
|      | 緑の党                            | 12     |
|      | 労働党                            | 6      |
|      | 社会民主党                        | 6      |
|      | 統一＝利益よりも人                | 5      |
|      | I4C                               | 1      |
|      | Aontú                             | 1      |
|      | 無所属                            | 19     |
|      | キアン・コワーレ Seán Ó Fearghaíl | 1      |